# Het Geregt
Het Geregt is een natuurgebied in de gemeente Meierijstad. Het gebied is eigendom van de Stichting Brabants Landschap.
Het heeft een oppervlakte van 40 ha en het bevindt zich ten zuiden van Keldonk en ten westen van Boerdonk, op de westoever van de Zuid-Willemsvaart.
Het reservaat bestaat uit een stuk bos en een stuk cultuurgrond. Het bos werd op het einde van de 19e eeuw aangeplant op een heideveld dat zich op de Midden-Brabantse dekzandrug bevond. Het bos bestaat uit Grove den, Zomereik en Berken en het is, vanwege de natte omstandigheden, op rabatten aangelegd. De cultuurgrond wordt gevormd door natte graslandjes.
Het geheel heeft een landgoedachtig karakter door de aanwezige lanen en singels. In 1992 is langs de Zuid-Willemsvaart een houtsingel van 1 km lengte aangelegd.
In de greppels groeien Koningsvaren, Wijfjesvaren en Dubbelloof. Buizerd en groene specht zijn broedvogels.
Het reservaat sluit naar het westen toe aan op het bosgebied Lijnt.